# Anopetia gounellei
L'eremita codamacchiata o colibrì del sole di Gounelle (Anopetia gounellei (Boucard, 1891)) è un uccello appartenente alla famiglia Trochilidae, endemico del nord-est del Brasile. È l'unica specie del genere Anopetia Simon, 1918.

## Descrizione
È un colibrì di piccola taglia, lungo 11–12,6 cm, con un peso di 2,6–3,4 g. Il piumaggio è   bronzeo-verdastro nelle parti superiori, da bianco sporco a ocraceo in quelle inferiori.

## Biologia
È una specie prevalentemente nettarivora che integra la sua dieta con piccoli artropodi..

## Distribuzione e habitat
È diffuso nel nord-est del Brasile (dal Ceará, Piauí meridionale e Rio Grande do Norte sino al Sergipe, la parte dello stato di Bahia e quella nord-orientale del Minas Gerais).
Il suo habitat tipico sono le zone arbustive e alberate della caatinga.